# Adelpherupa albescens
Adelpherupa albescens là một loài bướm đêm trong họ Crambidae.